# Елизабет Виже Льо Брюн
Мари-Елизабет-Луиза Виже Льо Брюн (на френски: Élisabeth Vigée Le Brun), е френска художничка, призната за най-известната жена художник на XVIII в. Тя твори основно в стила рококо, но част от творчеството ѝ притежава и белези на неокласицистичния стил. С избора си на цветове и техники, докато служи като придворен художник на Мария-Антоанета, Виже Льо Брюн се утвърждава главно като художник в стил рококо.

## Живот и творчество
Елизабет е родена е в Париж на 16 април 1755 г. Дъщеря е на художника Луи Виже, от когото взима първите си уроци по рисуване, и на фризьорката Жана Месен. Когато е на шест, Елизабет постъпва в манастир, където учи 5 години. Луи Виже умира, когато Елизабет е на 12, а през 1768 майка ѝ се омъжва повторно за богатия бижутер Жак-Франсоа льо Севр и семейството се премества да живее близо до двореца Пале Роял. По-късно Елизабет попада под патронажа на богата орлеанска херцогиня. През този период Елизабет взима консултации от Габриел-Франсоа Доайен, Жан-Батист Грьоз и Клод Жозеф Верне и други майстори. Така още в ранна младежка възраст Елизабет рисува професионално. След като ателието ѝ е затворено поради липса на лиценз, творбите ѝ са изложени в салона на Академия „Дю Сен Люк“.
На 7 август 1775 г. Елизабет Виже се омъжва за Жан-Батист-Пиер Льо Брюн – художник и търговец на произведения на изкуството. Елизабет Виже Льо Брюн рисува портретите на много известни аристократи от епохата. Кариерата ѝ процъфтява и тя е поканена във Версай, за да нарисува портрет на кралица Мария-Антоанета. Кралицата е толкова очарована, че за период от шест години Елизабет рисува още тридесет портрета на Мария-Антоанета и семейството ѝ, утвърждавайки се като придворна дама на кралицата.
На 27 февруари 1780 Елизабет ражда дъщеря, Жана-Жули-Луиза.
javascript:mw.libs.toolbar.insertTags('|',,)
През 1781 г. семейство Льо Брюн предприемат обиколка из Фландрия и Нидерландия, където картините на холандските майстория вдъхновяват Елизабет да използва нови техники в рисуването. Там тя рисува портрети на много местни аристократи, включително и на принца на Насау.
На 31 май 1783 г. Елизабет Виже Льо Брюн е приета за член на Френската академия. Тя представя пред Академията няколко портрета и картини с алегорично историческо съдържание. Академията обаче не класифицира произведенията ѝ в някой от двата големи раздела – портрети или история. Някои отдават приемането на Елизабет в Академията на връзките на съпруга ѝ, но по-вероятно е това да се дължи на заповед на краля, тъй като Мария-Антоанета оказва натиск върху съпруга си в полза Елизабет.
След избухването на революцията и ареста на кралското семейство, Елизабет и семейството ѝ напускат Франция. В емиграция Елизабет живее и работи няколко години в Австрия, Италия и Русия, където опитът ѝ в работата с аристократи се оказва полезен. В Рим творбите ѝ са оценени високо от критиката и Елизабет става член на Академията „Санта Лучия“.
В Русия Елизабет Виже Льо Брюн рисува портрети на руското дворянство и на членовете на императорското семейство, в това число и на Екатерина II Велика, и става член на Петербургската академия за изящни изкуства. В Русия дъщерята на Елизабет се омъжва за руски дворянин.
Елизабет се връща във Франция при управлението на Наполеон. В началото на XIX в. тя посещава Великобритания, където рисува портрети на знатни хора, в това число и на Лорд Байрон.
Продуктивна и на 50 години, Елизабет си купува къща в Лувенсиен, Ил дьо Франс. Там тя живее до 1814 г., когато пруската армия конфискува къщата ѝ. След това тя се установява отново в Париж. През 1835 и 1837 г. Елизабет Виже Льо Брюн издава мемоарите си, които са ценен източник за начина на работа на художниците в края на периода, доминиран от Кралската академия.
Елизабет Виже Льо Брюн умира в Париж на 30 март 1842 г. Погребана е в Лувенсиен.
Днес творчеството на Елизабет Виже Льо Брюн се изчислява на над 600 портрета и 200 пейзажа. Нейни картини могат да бъдат открити в множество музеи в Европа, като Ермитажа и Лондонската национална галерия, както и в САЩ.